# Phil Chess
Philip Chess, narozen jako Fiszel Czyż (27. března 1921 Motal – 18. října 2016 Tucson, Arizona) byl americký hudební producent. Narodil se v Polsku a v roce 1928 se s rodinou přestěhoval do Chicaga. Tam si změnil jméno na Philip Chess a v roce 1948 začal spolupracovat s vydavatelstvím Aristocrat Records, jež založil již dříve jeho bratr Leonard. V roce 1950 se svým bratrem založil vydavatelství Chess Records. V roce 1972 se vytratil z hudebního průmyslu. V roce 1996 byl spolu se svým bratrem uveden do Blues Hall of Fame.